# Nowy Czas
Nowy Czas – polski miesięcznik opiniotwórczy, wydawany w Londynie od 2006 roku przez Czas Publishers Ltd. Wydawcą jest Teresa Bazarnik, a redaktorem naczelnym Grzegorz Małkiewicz. Wcześniej wychodził jako tygodnik i dwutygodnik.
W Nowym Czasie publikowane są wiadomości z Polski, Wielkiej Brytanii i świata, komentarze polityczne, reportaże, rysunki satyryczne, wywiady, felietony oraz recenzje wydarzeń kulturalnych tj. koncerty, imprezy klubowe i wieczorki poetyckie. Mocno eksponowana jest problematyka społeczna Polaków w Wielkiej Brytanii, gdyż gazeta jest pismem przeznaczonym głównie dla diaspory, jednak dużą część zajmuje także problematyka wielokulturowości z mocnym akcentem położonym na Londyn.

## Działy gazety
- Czas na Wyspie
- Polska
- Wielka Brytania – Świat
- Felietony i Opinie
- Takie Czasy
- Czas to Pieniądz
- Kultura
- Czas na Boku
- London Calling
- Czas na Relaks